# Katharina Bendixen
Katharina Bendixen (* 1981 in Leipzig) ist eine deutsche Schriftstellerin und Übersetzerin.

## Leben
Bendixen studierte nach einer Kindheit in Laos und dem Besuch des Humboldt-Gymnasiums in Leipzig Buchwissenschaft und Hispanistik in Alicante und Leipzig, veröffentlichte in Literaturzeitschriften und Anthologien, u. a. in Am Erker, entwürfe, Lichtungen, schreibkraft, Macondo. Sie ist Mitglied im PEN-Zentrum Deutschland.
Sie ist Prosa-Redakteurin der Literaturzeitschrift poet und schreibt auch in Tagesmedien, so regelmäßig in der Tageszeitung junge Welt. Gemeinsam mit den Autoren David Blum und Sibylla Vricic Hausmann betreibt sie Other Writers Need to Concentrate, einen Blog über Autoren- und Elternschaft.
Bendixen lebt in Leipzig und hat zwei Kinder.

## Auszeichnungen (Auswahl)
- 2005: Debütpreis des Poetenladens
- 2005: Endrundenteilnehmerin beim 13. Open Mike
- 2006: Friedrich-Rochlitz-Preis für Kunstkritik
- 2007: Erostepost-Literaturpreis
- 2007: Schreibwerkstatt der Jürgen-Ponto-Stiftung
- 2008: Würth-Literaturpreis
- 2008: Literaturpreis Prenzlauer Berg
- 2008: Stipendiatin der Stiftung Künstlerdorf Schöppingen
- 2009: Wiener Werkstattpreis
- 2009: Stipendium der Kulturstiftung des Freistaates Sachsen
- 2012: Stipendiatin der Akademie Schloss Solitude in Stuttgart
- 2013: Stipendiatin der Stadtmühle Willisau/Schweiz
- 2014: Stipendiatin am József-Attila-Kör in Budapest
- 2014: Titel Stadtschreiberin und Stipendium sowie Aufenthalt über 4 Monate in Erfurt
- 2014: Kranichsteiner Literaturförderpreis
- 2016: writer-in-residence in Pristina/Kosovo
- 2017: Stipendiatin im Heinrich-Heine-Haus in Lüneburg
- 2017: Stipendiatin der Kulturstiftung des Freistaates Sachsen
- 2017: Frau Ava Literaturpreis
- 2018: Stipendiatin am Literarischen Colloquium Berlin
- 2019: Stipendiatin im Künstlerhaus Eckernförde
- 2020: Stipendiatin des Deutschen Literaturfonds
- 2021: Stipendiatin im Künstlerhaus Lukas in Ahrenshoop
- 2022: Dresdner Stadtschreiberin

## Veröffentlichungen
- Der Whiskyflaschenbaum. Poetenladen, Leipzig 2009, ISBN 978-3-940691-07-1
- Gern, wenn du willst. Poetenladen, Leipzig 2012, ISBN 978-3-940691-32-3
- Ich sehe alles. Poetenladen, Leipzig 2016, ISBN 978-3-940691-77-4
- Mein weißer Fuchs. Poetenladen, Leipzig 2019, ISBN 978-3-940691-97-2
- Taras Augen. mixtvision, München 2022, ISBN 978-3-958-54181-8

Kinderbücher:
- Zorro, der Mops – Abenteuer im Bammelwald. Loewe, Bindlach 2017, ISBN 978-3-7855-8360-9
- Zorro, der Mops – Der Held vom Sommersee. Loewe, Bindlach 2017, ISBN 978-3-7855-8423-1
- Zorro, der Mops – Die geheime Schatzinsel. Loewe, Bindlach 2018, ISBN 978-3-7855-8490-3

Als Herausgeberin:
- Quietschblanke Tage, spiegelglatte Nächte. Großstadtgeschichten. Poetenladen, Leipzig 2008, ISBN 978-3-940-69101-9